# Xã Lovell, Quận Dickey, Bắc Dakota
Xã Lovell (tiếng Anh: Lovell Township) là một xã thuộc quận Dickey, tiểu bang Bắc Dakota, Hoa Kỳ. Năm 2010, dân số của xã này là 42 người.